# Sonate pour orgue d'Elgar
Pour les articles homonymes, voir Sonate pour orgue.

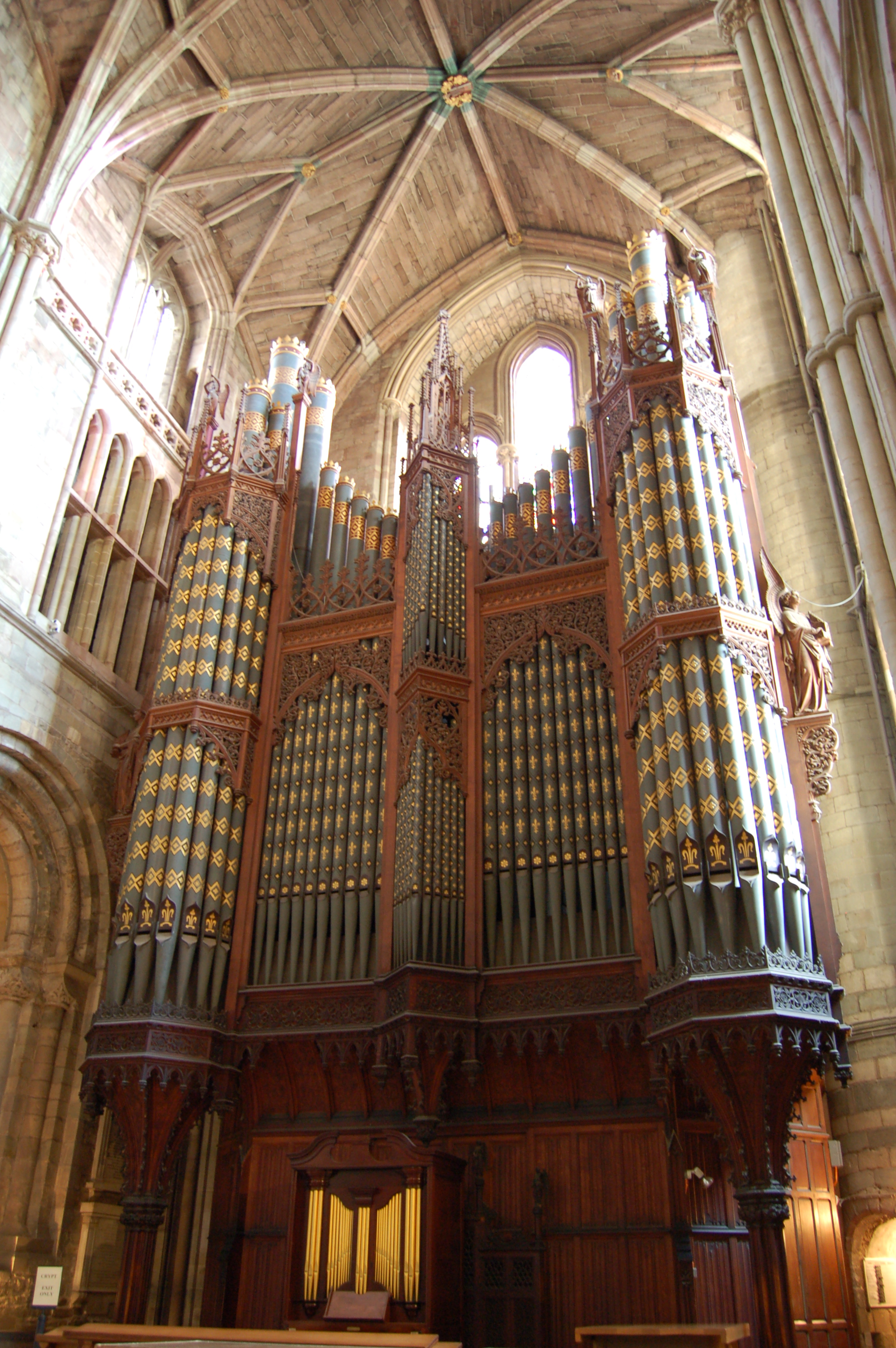
La cathédrale de Worcester pour laquelle la sonate a été écrite

La Sonate en sol majeur, op. 28, est la première sonate pour orgue composée par Edward Elgar. Cette sonate est jouée pour la première fois le 8 juillet 1895. Un arrangement pour orchestre complet a été fait après la mort d'Elgar.

## Structure
Cette sonate comporte quatre mouvements :
I. Allegro maestoso
II. Allegretto
III. Andante espressivo
IV. Presto (comodo)
Les premier et dernier mouvements suivent la forme sonate classique, les deuxième et troisième sont de forme A-B-A. Michael Kennedy indique que pour jouer correctement le final, l'organiste doit être un athlète physiquement et mentalement.

## Histoire
Cette sonate a été écrite par Elgar à la suite d'une demande de composer une voluntary pour la convention des organistes américains à Worcester en 1895. À la place Elgar décide de composer une sonate en quatre mouvements durant près d'une demi-heure. Cette pièce est jouée pour la première fois par l'organiste Hugh Blair (en) le 8 juillet 1895 dans la Cathédrale de Worcester. Selon les notes sur la partition originale, cela n'a pris à Elgar qu'une semaine pour la composer.
La sonate est dédiée à l'ami musicien d'Elgar Charles Swinnerton Heap (1847-1900).

## Orchestration
Dans les années 1940, une décennie après la mort d'Elgar, les éditeurs décident qu'une orchestration de la sonate devrait être commandée et après avoir consulté la fille du compositeur et Adrian Boult, ils font appel à Gordon Jacob pour ce travail. La sonate orchestrée est jouée en 1947 par le BBC Symphony Orchestra et Boult.

## Enregistrements
La sonate pour orgue a été enregistrée par, entre autres, Jennifer Bate, Christopher Bowers-Broadbent et Thomas Trotter (en).
Le premier enregistrement de la version pour orchestre est fait dans le Philharmonic Hall (en) de Liverpool en 1988 pour EMI.